# سون جونغ-هيون
سون جونغ-هيون هو لاعب كرة قدم كوري جنوبي في مركز الوسط، ولد في 30 نوفمبر 1991 في بوين في كوريا الجنوبية. لعب مع لويسفيل سيتي.

## وصلات خارجية
- سون جونغ-هيون على موقع قاعدة بيانات كرة القدم.إي يو (الإنجليزية)
- سون جونغ-هيون على موقع Soccerway.com (الإنجليزية)